# 樋野友行
樋野 友行（ひの ともゆき）は、日本の漫画家。島根県出身。

## 経歴
2005年に専門学校アートカレッジ神戸を卒業後、主に講談社などの少年誌で漫画連載と単行本の刊行を行う。ダイン・フリークス執筆時までは空十雲名義を使用。

## 作品リスト
- 漫画版 あらしのよるに
- ism／i（全4巻）
- 乱刃 ‐Rappa‐（全3巻）
- ROBOTICS;NOTES -Pleiades Ambition-（全3巻）
- ダイン・フリークス D.Y.N.FREAKS（全3巻）
- 屍者の帝国（全3巻）
月刊ドラゴンエイジ（KADOKAWA）掲載、2015年10月号から2016年10月号[3]。
- オーディンスフィア 小さな妖精女王（全3巻）
月刊少年シリウス（講談社）掲載、2016年7月号から2018年3月号[4]。
- 俺だけ入れる隠しダンジョン 〜こっそり鍛えて世界最強〜（全12巻）
ニコニコ静画内・水曜日のシリウス（講談社）掲載、2018年5月2日から2023年6月20日[5]。
- 明けの女医と宵の魔女～僕と彼女のみだらなカルテ～（既刊2巻）
ニコニコ静画内・水曜日のシリウス（講談社）掲載、2023年9月5日から2024年12月17日[6]。